# لنتا (خرده‌فروشی)
لنتا (روسی: Лентa) یکی از بزرگترین شبکه‌های خرده‌فروشی در روسیه و دومین فروشگاه بزرگ زنجیره‌ای هایپرمارکت در این کشور است. علاوه بر هایپرمارکت، سوپرمارکت‌هایی با نشان لنتا نیز وجود دارد. این شرکت در سال ۱۹۹۳ در سن پترزبورگ تأسیس شد. لنتا توسط الگ ژربتسوف تأسیس شد، اولین فروشگاه «بخر و ببر» خود را در اکتبر ۱۹۹۳ در سن پترزبورگ، روسیه افتتاح کرد. سپس لنتا علامت تجاری خود را در سال ۱۹۹۴ به ثبت رساند و از آن زمان تاکنون در حال گسترش است. اکنون لنتا ۱۲۲ هایپر مارکت را در ۶۳ شهر روسیه و ۲۷ سوپرمارکت در منطقه مسکو با مجموع تقریبی ۷۸۷۸۰۷ متر مربع فضای فزوش را اداره می‌کند. فروشگاه هایپرمارکت لنتا به‌طور متوسط دارای فضای فروش ۶۲۰۰ متر مربع است. این شرکت پنج مرکز توزیع برای هایپر مارکت‌ها را اداره می‌کند. فروشگاه‌های این شرکت اساس خود را بر اساس هایپرمارکت‌ها و سوپرمارکت‌های مبتنی بر قیمت تنظیم می‌کنند. لنتا حدود ۳۵۱۰۰ نفر را در استخدام خود دارد.